# Gondeberge
Gondeberge (également Gondeberga, Gundeperga, Gundiperga, Gundeberga, Gunperga ; 591 - après 653) est l'épouse de plusieurs rois des Lombards dont Arioald et Rothari. Elle est la fille du roi lombard Agilulf,, et de sa femme Théodelinde.
Comme sa mère est la fille du duc Garibald Ier de Bavière, Gondeberge est considérée comme descendante de la dynastie bavaroise de la royauté lombarde.

## Biographie

### Premier mariage
Comme sa mère, Gondeberge était catholique et fut mariée au dux (duc) arien de Turin, Arioald. Son frère Adaloald fut déposé en 626 et Arioald prit sa place et devint roi. Il était tolérant sur les questions religieuses. Arioald a accusé sa femme Gondeberge d'adultère et de complot en vue de commettre un meurtre et l'a emprisonnée pendant trois ans à Laumellum (Lomello), mais l'a ensuite relâchée sur l'intervention de Clotaire II.

### Second mariage
Après la mort d'Arioald, Gondeberge épousa Rothari, duc de Brescia. Elle l'aurait fait appeler chez elle et lui aurait demandé de répudier sa femme à l'époque afin d'épouser Rothari lui-même. Il est plus probable, cependant, que Rothari ait pris la veuve du roi précédent comme épouse pour légitimer son règne et selon la coutume lombarde.
Gondeberge a également été détenue par Rothari pour une durée de cinq ans. C'était peut-être à cause de sa foi catholique, car Rothari lui-même était arien. Ce n'est qu'après l'intervention d'Aubedo, un envoyé du roi franc Clovis II, qu'elle recouvre sa liberté en 641.

### Troisième mariage
Après la mort de Rothari, Gondeberge épousa Rodoald, le successeur au trône, son beau-fils en 652. Elle est à nouveau accusée d'infidélité. Rodoald a réfuté l'accusation par camfio (jugement de Dieu par le duel) et a restauré l'honneur de Gondeberge. Les sources n'ont pas conservé de traces de sa vie au-delà de cet événement.
Le troisième mariage de Gondeberge est mis en doute par la plupart des historiens et considéré comme une confusion.
Gondeberge fit construire et magnifiquement décorer l'église de San Giovanni Domnarum à Ticinum (Pavie), dans laquelle elle fut inhumée après sa mort.

## Crédits
- (de) Cet article est partiellement ou en totalité issu de l’article de Wikipédia en allemand intitulé « Gundeperga » (voir la liste des auteurs).

## Sources primaires
- Frédégaire, Livre de l'histoire des Francs.
- Paul Diacre, Histoire des Lombards.